# Железнодорожная Казарма 519 км
Железнодоро́жная Каза́рма 519 км, 519 км — населённый пункт (тип: станция) в Рубцовском районе Алтайского края России. Входит в состав Рубцовского сельсовета.

## География
Расположен в степной зоне на юге региона, при остановочном пункте 519 км Западно-Сибирской железной дороги, возле канала Рубцовский Магистральный.

## История
Основана в 1913 г. и возник благодаря строительству в 1910-х годах железнодорожной линии Барнаул — Семипалатинск Алтайской железной дороги. 
В 1928 г. состояла из 6 хозяйств. Входил в состав Ново-Александровского сельсовета Рубцовского района Рубцовского округа Сибирского края. 
В 1931 г. состояла из 5 хозяйств, находилась в составе Ново-Александровского сельсовета Рубцовского района.

## Население
| 1926 | 1931 | 1997 | 1998 | 1999 | 2000 | 2001 | 2002 | 2003 | 2004 |
| ---- | ---- | ---- | ---- | ---- | ---- | ---- | ---- | ---- | ---- |
| 24   | ↘16  | ↗47  | →47  | →47  | ↗49  | ↗53  | →53  | ↗54  | ↘52  |
| 2005 | 2006 | 2007 | 2008 | 2009 | 2010 | 2011 | 2012 | 2013 |      |
| ↘50  | ↗53  | ↗54  | ↘48  | ↘44  | ↘37  | ↗38  | →38  | →38  |      |

Национальный состав
В 1928 г. основное население — русские.
Согласно результатам переписи 2002 года, в национальной структуре населения русские составляли 92 % от 65 чел.

## Инфраструктура
Путевое хозяйство Западно-Сибирской железной дороги.
Все услуги жители остановочного пункта получают в ближайших населённых пунктах.

## Транспорт
519 км доступен автомобильным и железнодорожным транспортом.
В пешей доступности федеральная автодорога А-322 Барнаул — Рубцовск — государственная граница с Республикой Казахстан.
Остановочный пункт 519 км.